# 百乘王朝
百乘王朝（泰盧固語： శాతవాహన సామ్రాజ్యము，Śātavāhana Sāmrājyaṁ, Sālavāhaṇa），又譯為等乘王朝、娑多婆訶王朝、案達羅王朝，是南印度德干高原的一個王國。一般認為百乘王朝存在於公元前1世紀至公元2世紀，另有說法認為王朝始於前3世紀。範圍包括今日的安得拉邦、泰倫加納邦、馬哈拉施特拉邦。在不同時期，百乘王朝有不同的首都，包括阿馬拉瓦蒂和普拉提須薩納(今派坦)。此外，勢力範圍也曾到部分的中央邦、古吉拉特邦、卡納塔克邦。在孔雀王朝滅亡後的時期，百乘王朝維護了德干地區的和平，並長期的抵抗來自塞種西薩特拉普王朝的入侵。

## 歷史
百乘王朝的前期歷史尚存爭議，一說首任君主須慕迦於前1世紀推翻甘婆王朝後立國，另說他於前3世紀從孔雀王朝獨立，推翻甘婆王朝的則是他的後裔。百乘王朝亦大力發展海軍，更在東南亞建立了多個殖民地。在1世紀，他們與貴霜帝國形成南北分治的局面。王朝在瞿曇彌子娑多迦尼和其子伐色濕底布陀羅·普魯摩夷時達到極盛。
王國末期，在封建制度的冒起之下產生了地方割據的局面。普鲁摩夷四世死後，王國分裂成五部分，北部有一支百乘王朝的後裔到4世紀時才滅亡，東部案達羅地區由甘蔗族人建立了案達羅甘蔗王朝，西部地區由Abhira部族統治，東南部為原封臣帕拉瓦王朝統治，西南部地區為原封臣Chutu王朝統治。

## 歷代君主
依據古印度往世書，百乘王朝共有30位君主
- 须慕迦/西穆卡，Simuka (r. 228 – 205 BCE)
- 黑闇王，Krishna (r. 205 – 187 BCE)
- 室利·摩罗迦罗尼/室利·娑多迦罗尼一世， Satakarni I (r. 187 – 177 BCE)
- Purnotsanga (r. 177 – 159 BCE)
- Skandhastambhi (r. 159 – 141 BCE)
- 娑多迦罗尼二世，Satakarni II (r. 141 – 85 BCE)
- Lambodara (r. 85 – 67 BCE)
- Apilaka (r. 67 – 55 BCE)
- Meghasvati (r. 55 – 37 BCE)
- 室伐底，Svati (r. 37 – 19 BCE)
- 塞建陀室伐底， Skandasvati (r. 19 – 12 BCE)
- Mrigendra Satakarni (r. 12 – 9 BCE)
- 贡多罗·娑多迦罗尼，Kunatala Satakarni (r. 9 – 1 BCE)
- 娑多迦罗尼三世， Satakarni III (r. 1 BCE-1 CE)
- 普鲁摩夷一世，Pulumavi I (r. 1 – 36 CE)
- Gaura Krishna (r. 36 – 61 CE)
- Hāla (r. 61 – 66 CE)，印度文學的經典之作Gathasaptasati的作者。
- 曼陀罗迦/普鲁摩夷二世，Mandalaka aka Puttalaka or Pulumavi II (r. 69 – 71 CE)
- Purindrasena (r. 71 – 76 CE)
- Chakora Satakarni (r. 77 – 78 CE)
- Sundara Satakarni (r. 76 – 77 CE)
- 湿婆室伐底，Shivasvati (r. 78 – 106 CE)
- 乔达谜布陀罗·娑多迦罗尼/瞿昙弥子娑多迦尼，Gautamiputra Satkarni (r. 106 – 130 CE)
- 伐色湿底布陀罗·普鲁摩夷/普鲁摩夷三世，Vasisthiputra aka Pulumavi III (r. 130 – 158 CE)
- 伐色湿底布陀罗·娑多迦罗尼，Shiva Sri Satakarni (r. 158 – 165 CE)
- 湿婆塞建陀·娑多迦罗尼，Shivaskanda Satakarni (r. 165–172)
- Sri Yajna Satakarni (r. 172 – 201 CE)
- 毗阇耶，Vijaya Satakarni (r. 201 – 207 CE)
- Chandra Sri Satakarni (r. 207 – 214 CE)
- 普鲁摩夷四世，Pulumavi IV (r. 217 – 224 CE)

## 文物

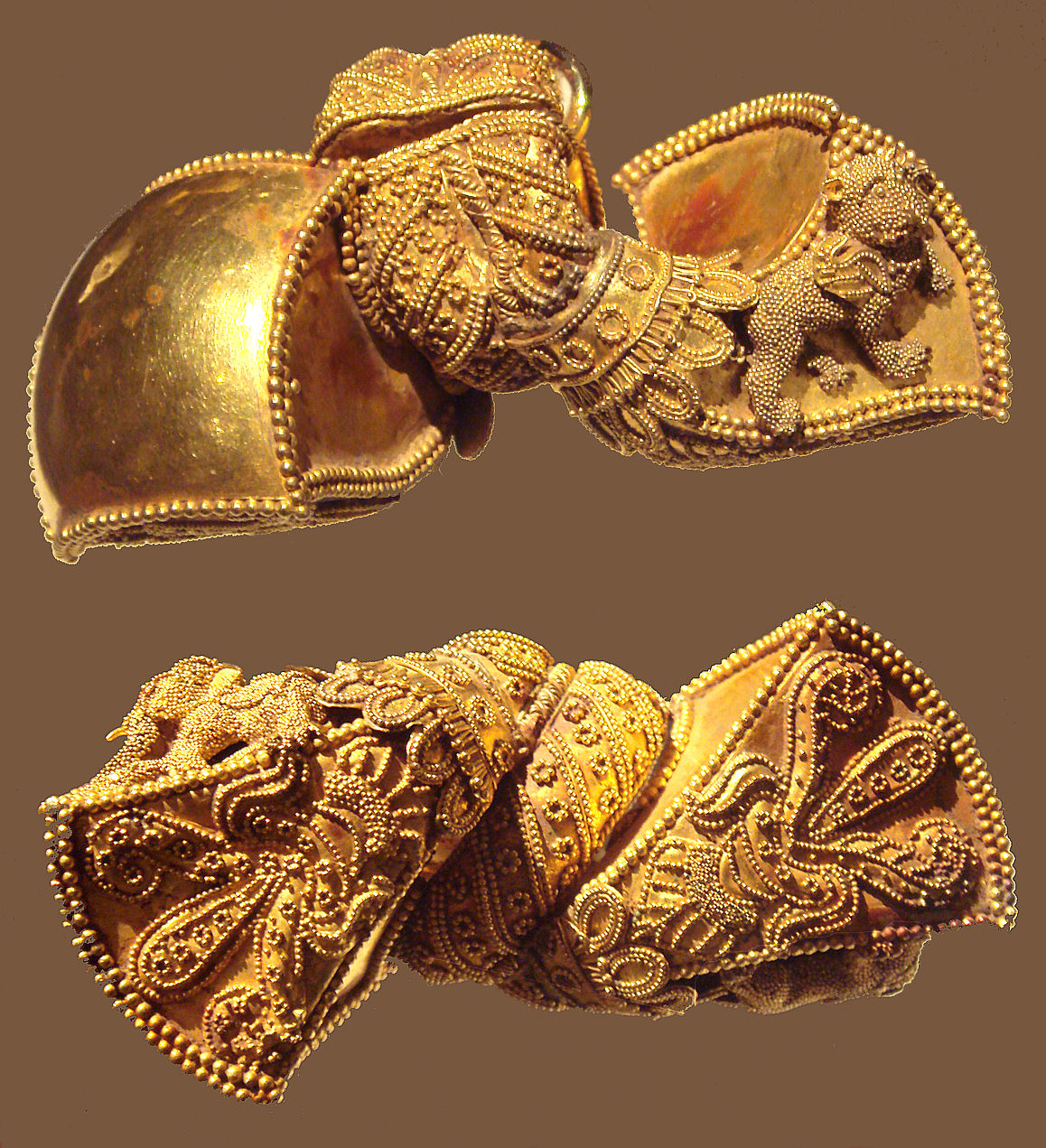
貴族的耳環，公元前一世紀
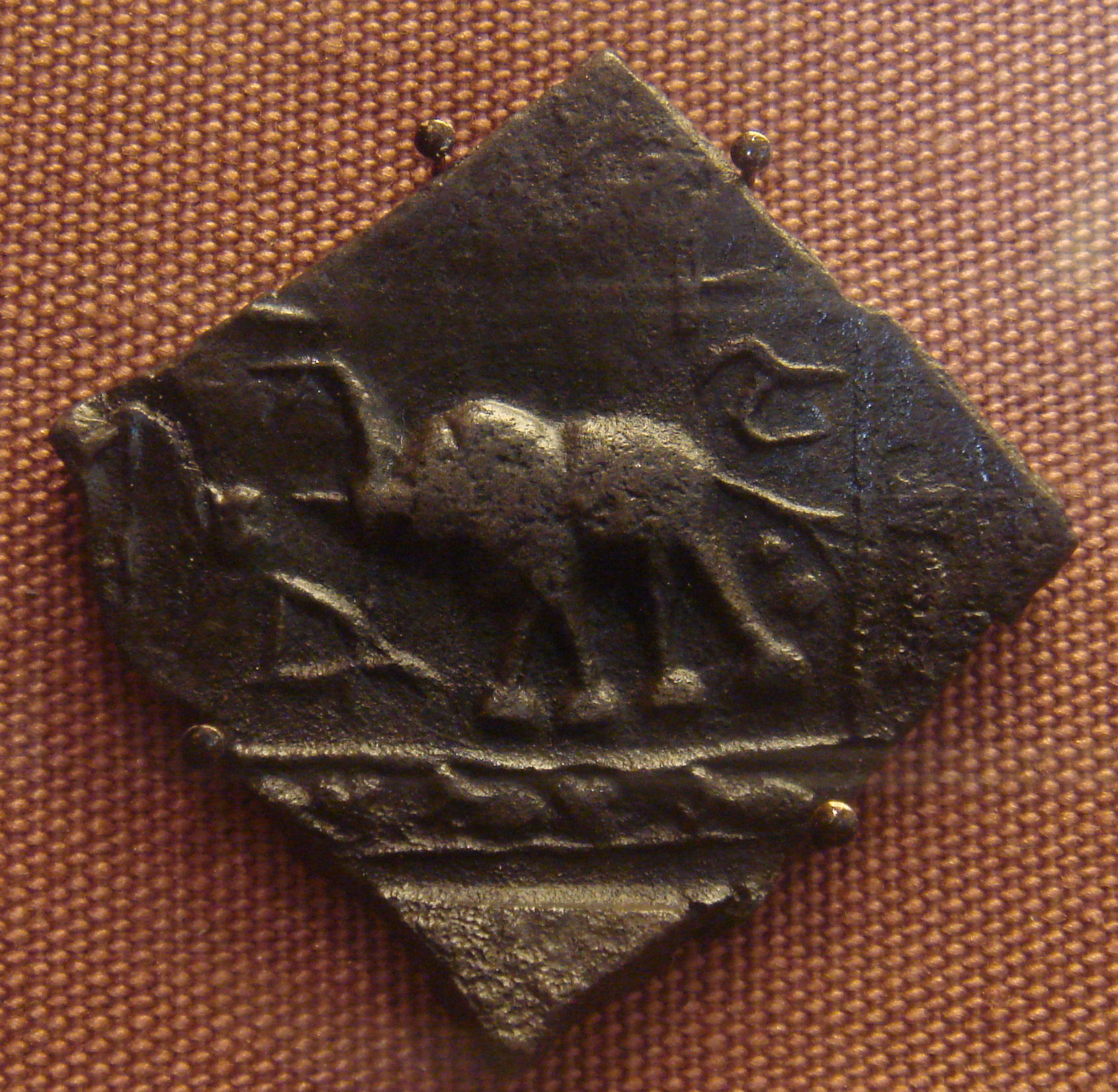
公元前一世紀的硬幣，大英博物館藏。
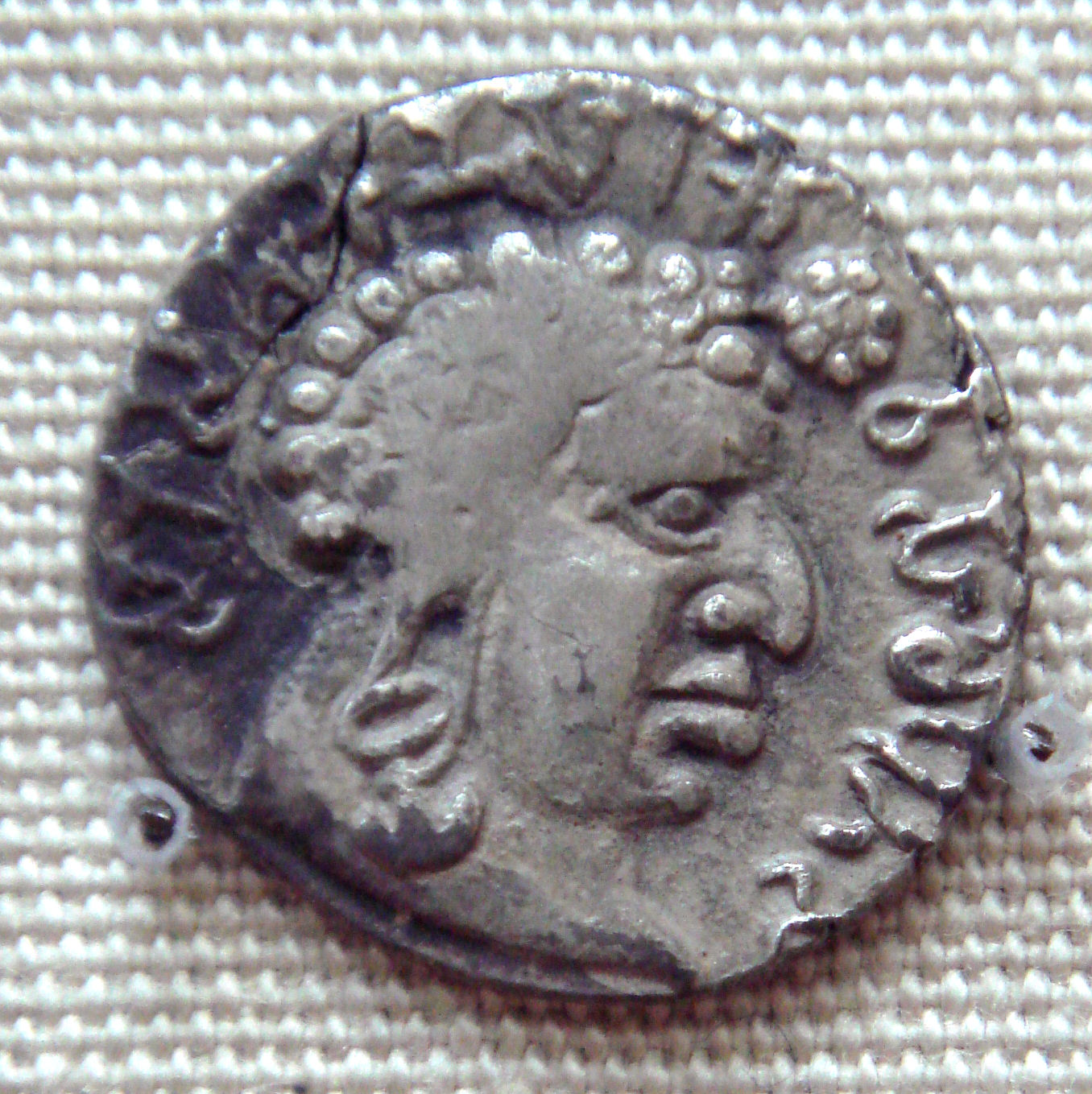
刻有伐色濕底布陀羅·娑多迦羅尼像的銀幣
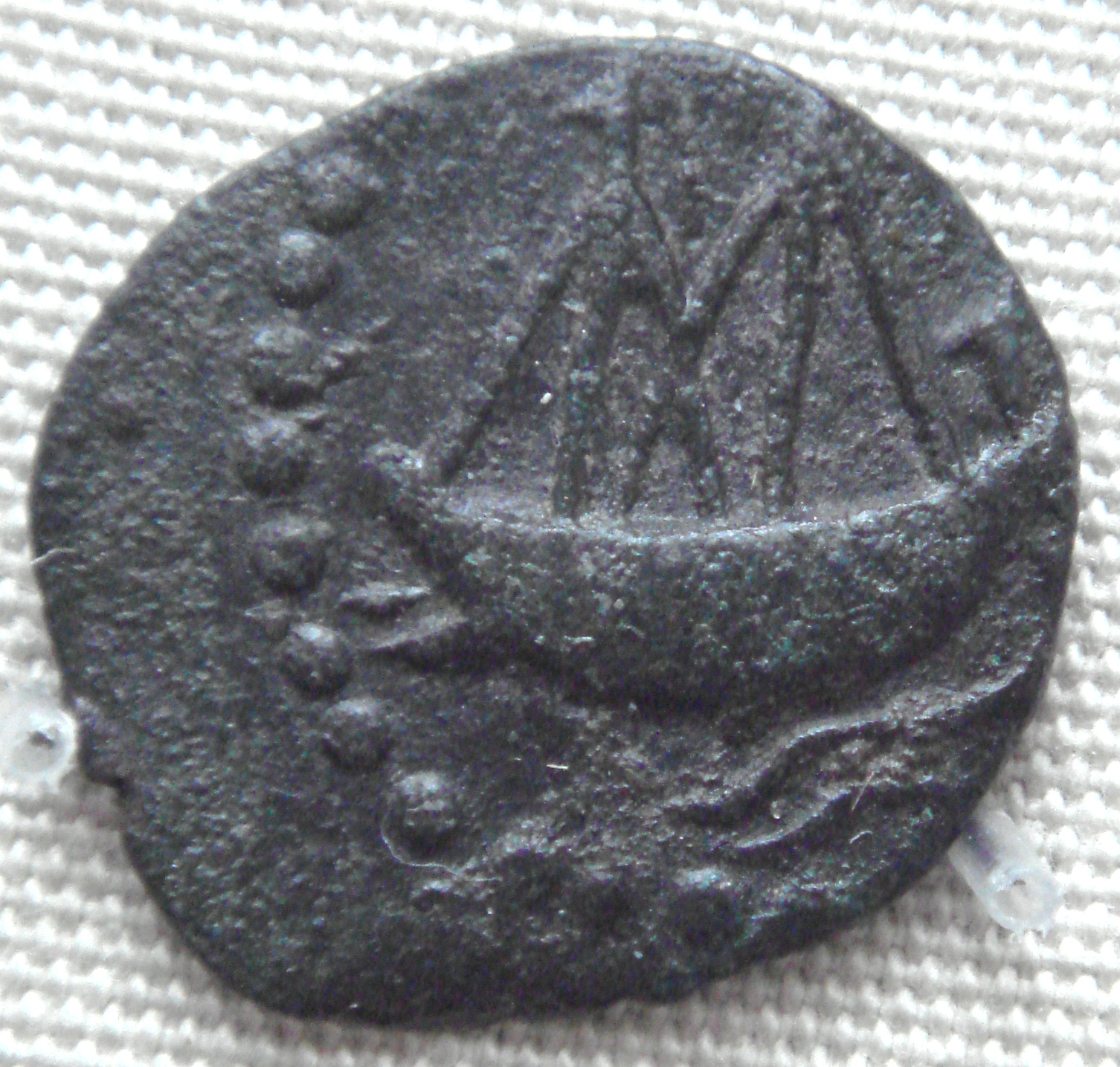
伐色濕底布陀羅·普魯摩夷時期之鉛幣，鑄有印度船隻，是百乘王朝於公元1-2世紀的航海和貿易能力的見證